# Château de Coiffy
Le château de Coiffy est un ancien château fort qui était situé sur la commune de Coiffy-le-Haut, à 27 km à l'est de Langres et à 47 km au sud-est de Chaumont, dans le département de la Haute-Marne en région Grand Est. Il a été entièrement démantelé en 1635.

## Localisation

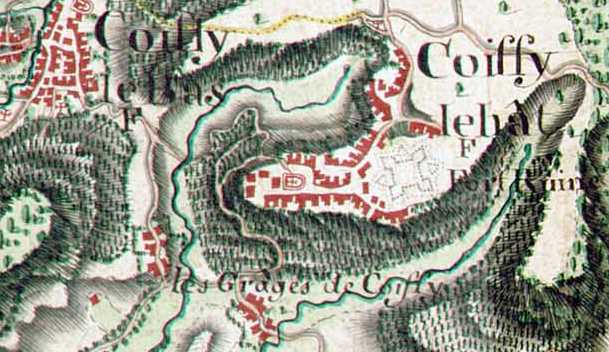
Coiffy-le-Haut sur la carte des Naudin, datant du milieu du XVIIIe siècle.

Le château de Coiffy est construit au sommet d'un éperon dominant la vallée de la Borne. Dès l'antiquité, le site est l'emplacement d'un castrum puis d'un premier habitat. La première mention du nom de Coiffy date d'un acte de 670 où il est cité comme un des fiefs du comté de Bassigny. Ce village est probablement détruit pendant les invasions barbares, entrainant la déplacement de sa population vers le Xe siècle dans un nouveau village du nom de Coiffy-la-Ville, actuel Coiffy-le-Bas, pour le différencier des ruines de l'ancien castrum,.
Un nouveau village est ensuite construit sur la colline à l'emplacement de l'ancien castrum au milieu du XIIIe siècle, avec la construction de la forteresse des comtes de Champagne, qui prend alors le nom de Coiffy-le-Château, actuel Coiffy-le-Haut,.
Le site du château de Coiffy est un emplacement stratégique, car situé vers la frontière avec le duché de Lorraine et le comté de Bourgogne, tous deux faisant partie du Saint-Empire romain germanique, d'autant plus important après le rattachement du comté de Champagne au royaume de France en 1285.

## Historique

### Fondation

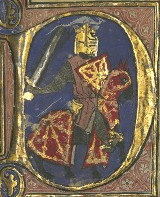
Le comte de Champagne Thibaut IV.

Au début du Moyen-Âge, le domaine de Coiffy est inclus dans le comté de Bassigny, dont la garde appartient à la famille de Saint Gengoul. Le village passe ensuite à la famille de Choiseul, puis peut-être à celle de Nogent, jusqu'en 1101 quand le seigneur Renier de Choiseul ou Renier de Nogent donne Coiffy et Vicq au prieuré de Varennes.
Mais les moines éprouvent des difficultés à faire respecter leurs droits face à leurs puissants voisins, aussi ils décident en 1250, avec l'accord de l'évêque de Langres, de se placer sous la protection du comte de Champagne Thibaut IV. 
Mais le seigneur de Choiseul Jean Ier s'oppose à cet acte de pariage, arguant que la charte de Renier de Nogent donnant Coiffy et Vicq au prieuré fournie par les moines était fausse et que ces villages avaient été donnés par son ancêtre Renier Ier de Choiseul. En 1255, le litige est réglé par l'évêque de Langres, nommé par le comte de Champagne, et le comte de Bourgogne, nommé par Jean, qui reconnaissent la validité de la charte et valident l'acte de pariage. Coiffy et Vicq reviennent donc au comte de Champagne, successeur des seigneurs de Nogent, sous réserve que ces terres soient tenues en fief de l'évêque de Langres, qui quant à lui autorise le comte à y construire une forteresse. Jean reçoit en compensation le fief de Pouilly ainsi que peut-être celui de Chauffourt.
La comtesse-régente Marguerite de Bourbon projette alors dès 1255 la construction du château de Coiffy et afin d'attirer de nouveaux habitants, elle réalise en 1260 de concert avec l'abbé de Molesme une charte d’affranchissement « aux habitants dou chastel de Coiffy, et dou pourpris de la montagne ».

### À travers les guerres

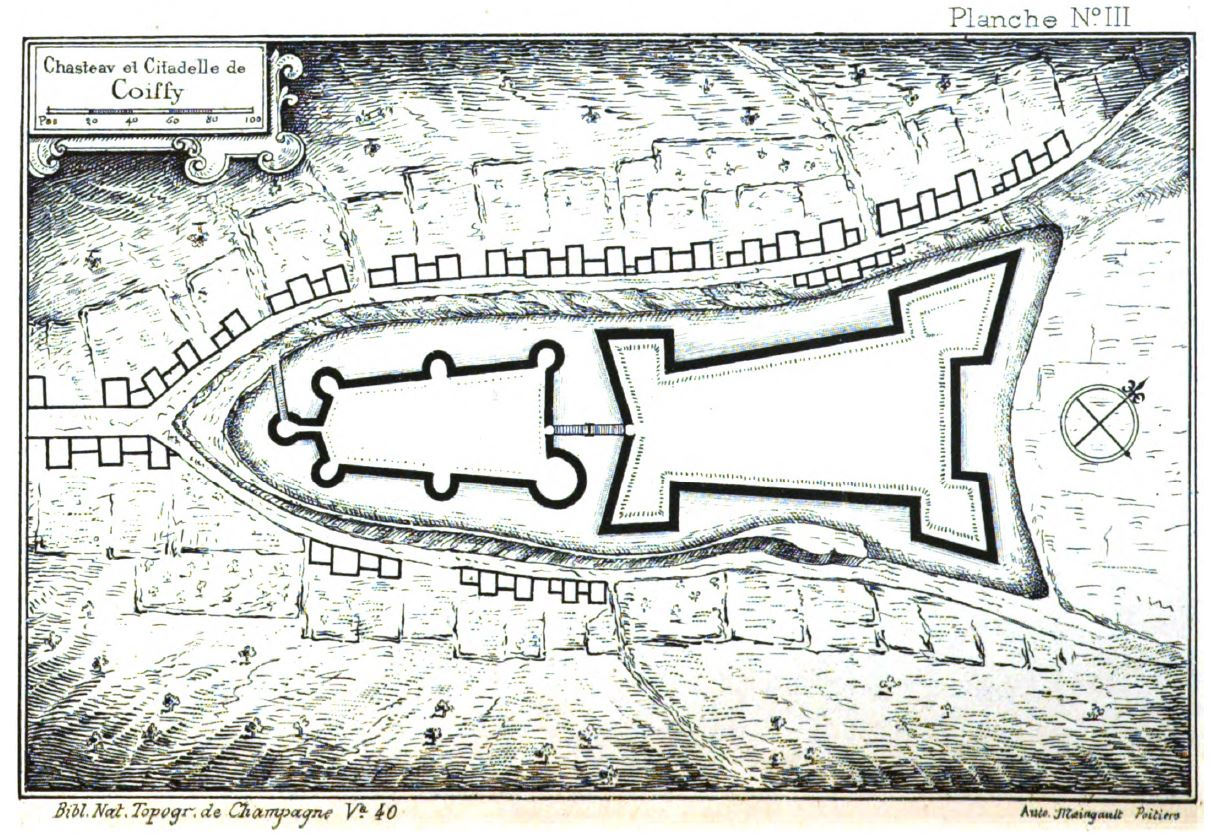
Le château et la citadelle de Coiffy.

Pendant la guerre de Cent Ans, le château de Coiffy ainsi que celui de Nogent sont pris en 1428 par les Anglo-Bourguignons menés par le comte de Salisbury avant d'être libérés par Jean de Vergy.
Après la rupture du traité de Péronne en 1470, la garnison de Coiffy part guerroyer dans le comté de Bourgogne et pille Villars-Saint-Marcellin, Voisey ainsi que Jonvelle où deux-cents personnes sont massacrées. En 1498, le château de Coiffy ainsi que d'autres places-fortes du Bassigny sont prises par la maréchal de Bourgogne. Après avoir été repris, les fortifications sont améliorées par l'ingénieur Jean de Dammarien sur ordre du roi Louis XII, puis de nouveaux travaux sont entrepris sous le règne du roi François Ier.
En 1523, le château et celui de Montéclair sont pris par le connétable de Bourbon. Puis, alors que celui de Montigny allait céder à sont tour, il est repoussé par Claude de Lorraine. Mais les Allemands reviennent peu après et brûlent Coiffy.
Lors des guerres de Religion, le château est attaqué en vain par la Ligue menée par le duc de Guise Charles Ier, mais il est pris l'année suivante et est conservé par la Ligue jusqu'à ce que leur parti reconnaisse Henri IV comme roi.

### Destruction
Alors que les vieux châteaux féodaux deviennent des points de ralliement des mécontents du royaume ou le repère de bandits, le roi Louis XIII ordonne en 1635 le démantèlement du château de Coiffy. Mais dès 1636, le Bassigny est attaqué par les armées de Matthias Gallas et Coiffy est saccagé. En 1238, le duc de Weimar, allié au français mais vivant de rapines, occupe le village lorsqu'un habitant, excédé, tue un officier. En représailles, l'armée massacre le curé de la paroisse et les 338 habitants venus se réfugier dans l'église, fait prisonnier le reste de la population et brûle le bourg avec son église,.
De nos jours, il ne reste plus rien du château. Mais sur les cartes actuelles ainsi que sur le cadastre, il reste encore le nom de Derrière le Château.